# DundeeWealth
DundeeWealth Inc. ist ein kanadisches Finanzdienstleistungsunternehmen mit Hauptniederlassung in Toronto, Ontario, Kanada. Das Unternehmen, das neben der Hauptniederlassung weitere Standorte in Kanada, den USA und Europa betreibt, wurde 2011 von der Bank of Nova Scotia übernommen.

## Geschichte
1998 wurde das Unternehmen von der Muttergesellschaft Dundee Corporation gegründet. Ziel war es eine Tochtergesellschaft zu etablieren, die langfristige Investmentstrategien verfolgt, um spezielle Finanzdienstleistungen anzubieten. Ab 1998 folgten weitere Akquisitionen. Im Dezember 1998 die Deacon Capital Corp. und im Mai 1999 die Infinity Funds Management Inc., im August 1999 folgte die Übernahme der Third-Party Investment dealer and mutual fund dealer. Damit verfügte das Unternehmen über eine größere Zahl an Kundengeldern und Investoren. Im Dezember 1999 erfolgte die Übernahme der Peelbrooke Capital Inc. Im August 2002 erfolgte die Übernahme der Ross Dixon Financial Services Ltd. and Hewmac Investment Services Inc. damit übernahm man gleichzeitig 200 Mitarbeiter und Vermögenswerte von 2,1 Milliarden $. Im Oktober 2002 erfolgte die Übernahme von DynamicNova Inc. Im Juni 2007 wurde die DF Investments S.A. Luxemburg gegründet. Im Juli 2008 erfolgte die Übernahme des amerikanischen Unternehmens BHR Fund Advisors L.P. im gleichen Zeitraum erfolgte die Übernahme der Aurion Capital Management Inc. Im Jahr 2011 wurde DundeeWealth durch die Scotiabank übernommen.

## Gegenwart
Heute verwaltet das Unternehmen ein Vermögen von rund 69,8 Milliarden $. Das Unternehmen verfügt über ein Netzwerk von 1100 Finanz und Versicherungsmakler in Kanada, die den Kunden Finanz-, Versicherungs- und Investmentdienstleistungen anbieten.

## Niederlassungen
DundeeWealth unterhält Büros in Luxemburg, im Vereinigten Königreich, Frankreich und in den USA.